# Башня Согласия
Ба́шня Согласи́я или Магас Тауэр (ингуш. Барта гӏа́ла, Магас гӏа́ла) — высотное здание, возведённое в 2013 году в центре столицы Республики Ингушетия — города Магас в виде увеличенной в четыре раза классической средневековой ингушской башни. Высота Башни Согласия составляет 99 метров, 97 см. Чтобы подняться на смотровую площадку (высота 85 м), надо пройти более километра по спиральному пандусу (лифта нет). Это самое высокое здание в Ингушетии и самая высокая смотровая башня на Северном Кавказе. Башня Согласия является главным туристическим объектом равнинной части республики.
Большая площадь и планировка этажей башни позволяют проводить в ней различные культурно-массовые мероприятия, научные конференции, в частности, Крупновские чтения, заседания Совета тейпов Республики Ингушетия, молодёжные форумы. На отдельных этажах открыты кафе в национальном стиле и этнографический музей. Многофункциональный объект «Башня Согласия» играет важную роль в консолидации ингушского общества, так как она принадлежит не одному тейпу, как было заведено много веков назад, а всем жителям республики. На высоте 85 метров в башне расположена смотровая площадка из сверхстойкого стекла, с которой открывается панорама города Магас и окружающей территории.

## Историческая справка

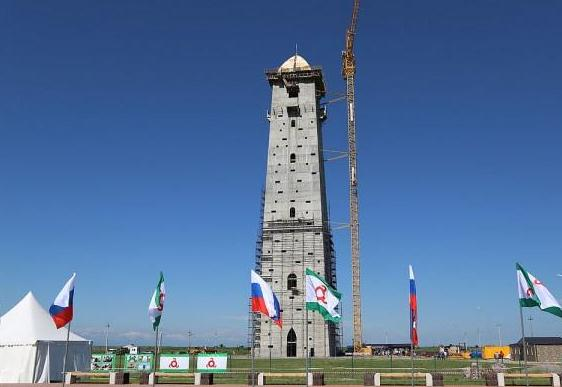
Строительство Башни Согласия. Май 2013 года

С древних времён ингушские тейпы строили свои родовые башни. Родовая башня являлась надёжным домом, защитой и олицетворением единства всего рода. Башня Согласия задумывалась как общая для всех ингушских родов, как символ, объединяющий весь ингушский народ, и была предусмотрена в генеральном плане при застройке новой ингушской столицы — города Магас.
Проект был реализован за счёт личных средств известного бизнесмена и мецената Алихана Харсиева. Строительство было начато в 2012 году. При этом были учтены нормы древнего ингушского обычая постройки башни, согласно которому её строительство должно быть завершено в течение 365 дней. Так, строительство здания от фундамента до пирамидальной крыши (ингуш. Ма́лха тхов) было завершено в 2013 году.
Местные художники были привлечены к созданию картин для украшения стен внутри башни, чтобы в сочетании со специально подобранным освещением придать зданию собственный характер, индивидуальность. На картинах воссозданы образы известных героев мифологии ингушей — Калой-Канта, Сеска Солсы и др., на других — амазонка, сарматка и шумерка. Есть картины с изображение недавнего прошлого Ингушетии (мюриды, сражения Битвы за Кавказ, депортация). В этнографическом музее на первом этаже воссоздан быт традиционного жилища. Работа по оформлению башни проводится с учётом общественного мнения.
В настоящее время[когда?] на площади у башни ведутся работы по строительству подземного ресторана, малого торгового центра и парковки. По словам автора проекта, архитектора Сергея Ткаченко, рассматривается возможность строительства высотного здания другой стилистики с функциональными помещениями (туалеты, лифт) вплотную возле башни с высотным переходом между двумя сооружениями.

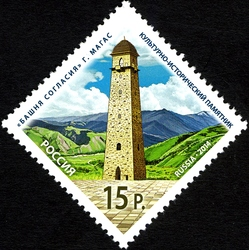
Марка Почты России с изображением Башни Согласия

Башня Согласия изображена на почтовых марках, выпущенных в Лаосе (парная сувенирная марка) и России.

## Галерея

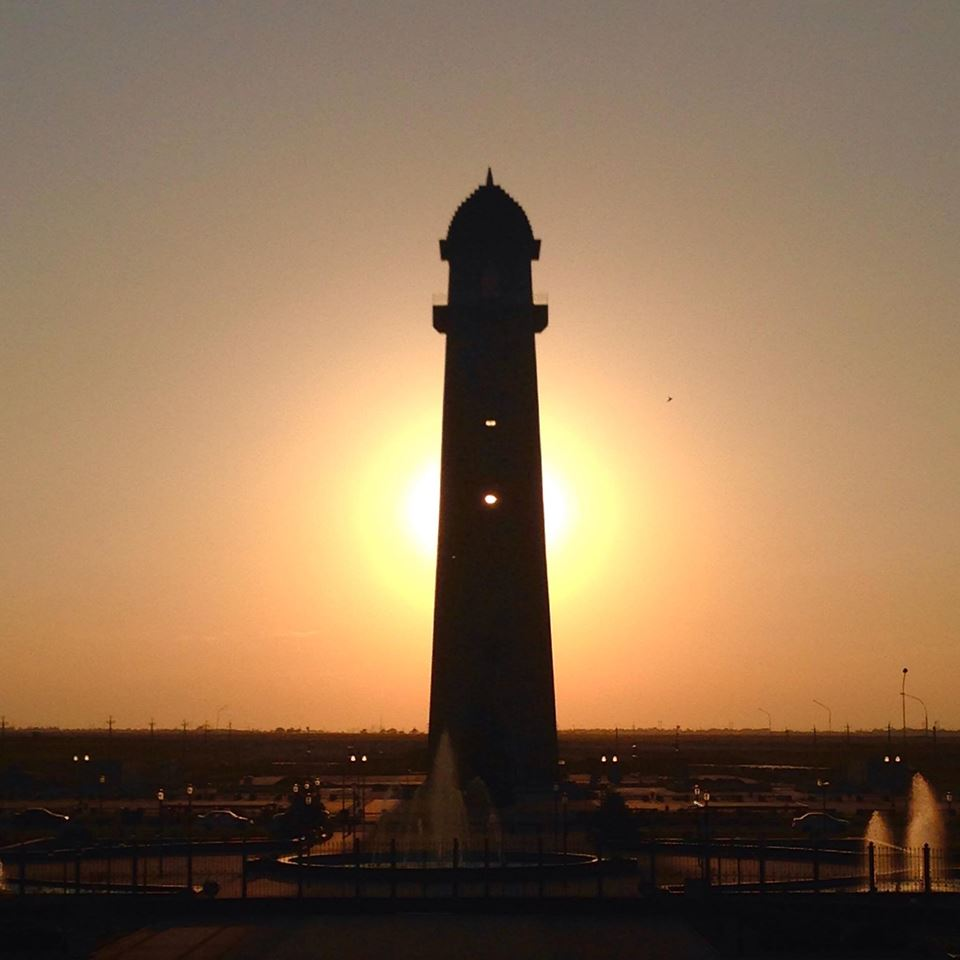
Башня Согласия (Магас Тауэр) перед заходом солнца
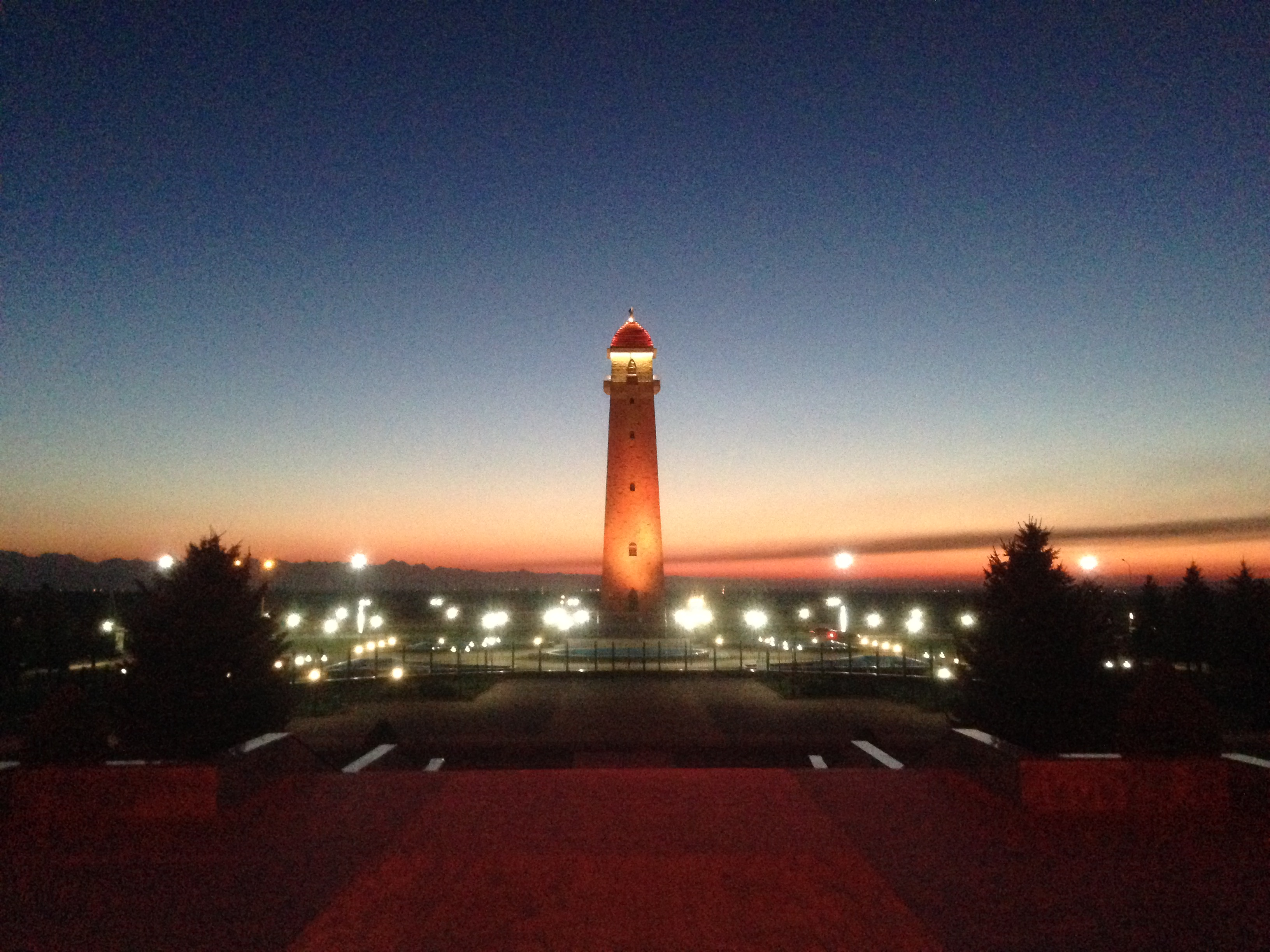
Вид на Башню Согласия и площадь Алания на закате
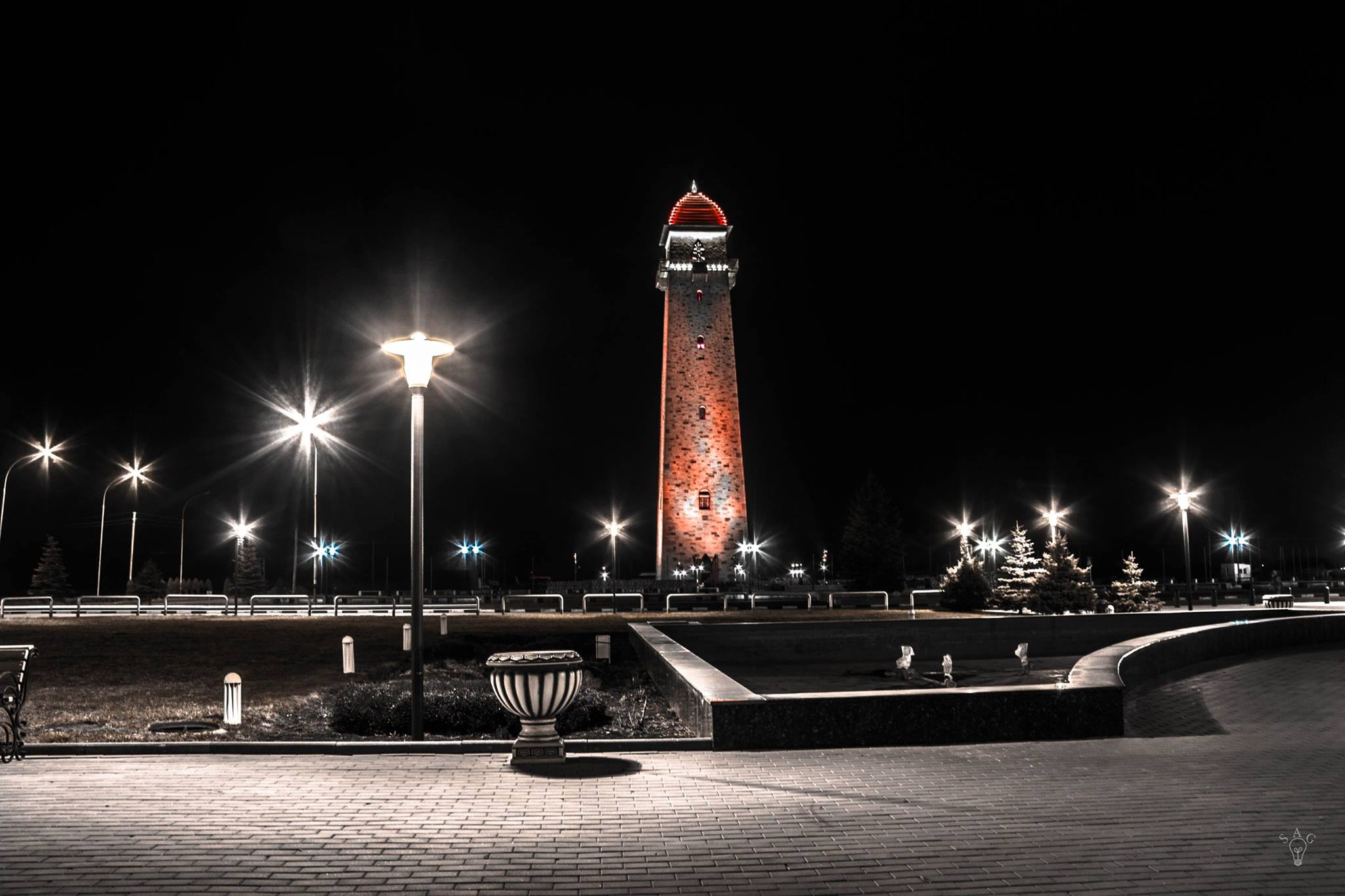
Башня Согласия ночью
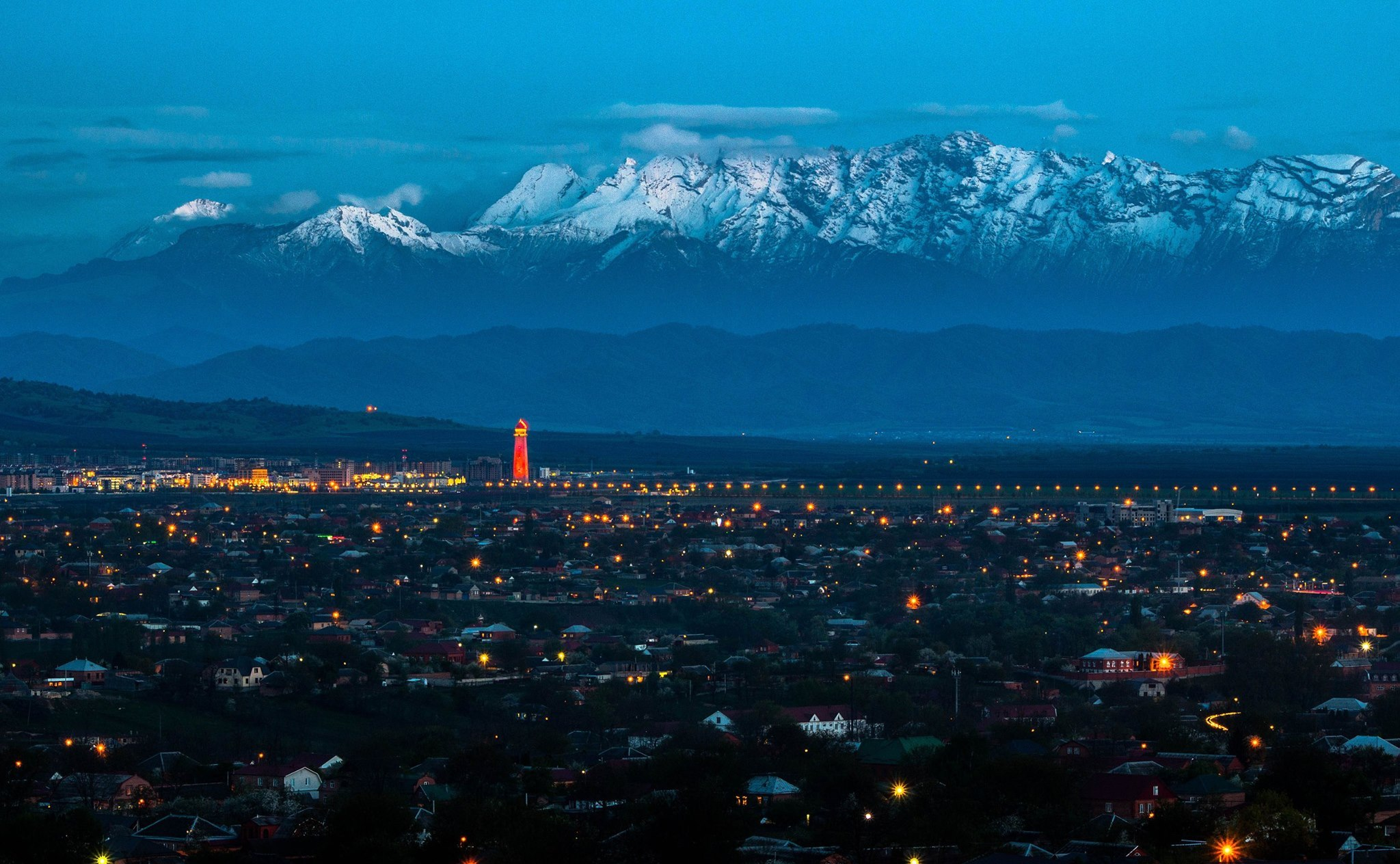
Вид на Магас, Али-юрт и Экажево на фоне Кавказских гор
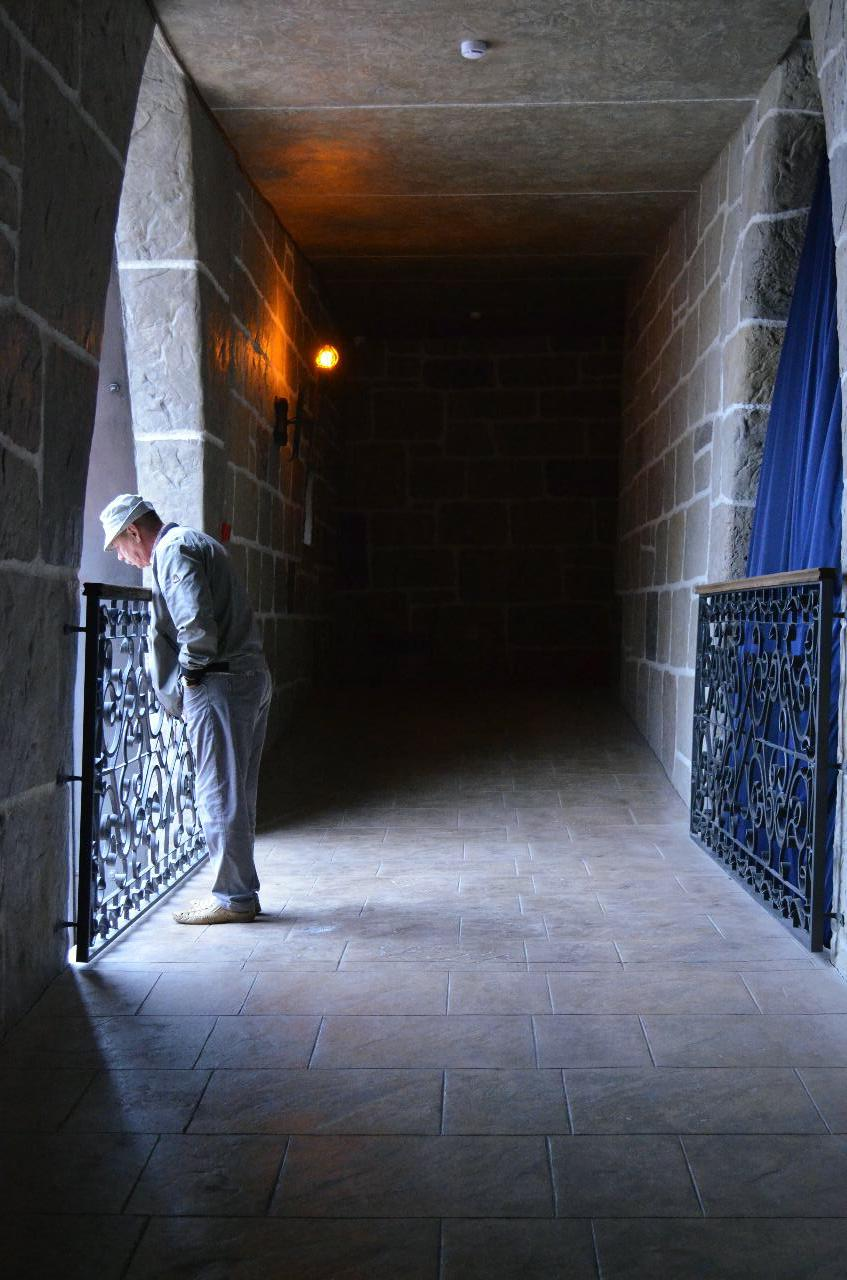
Внутри башни
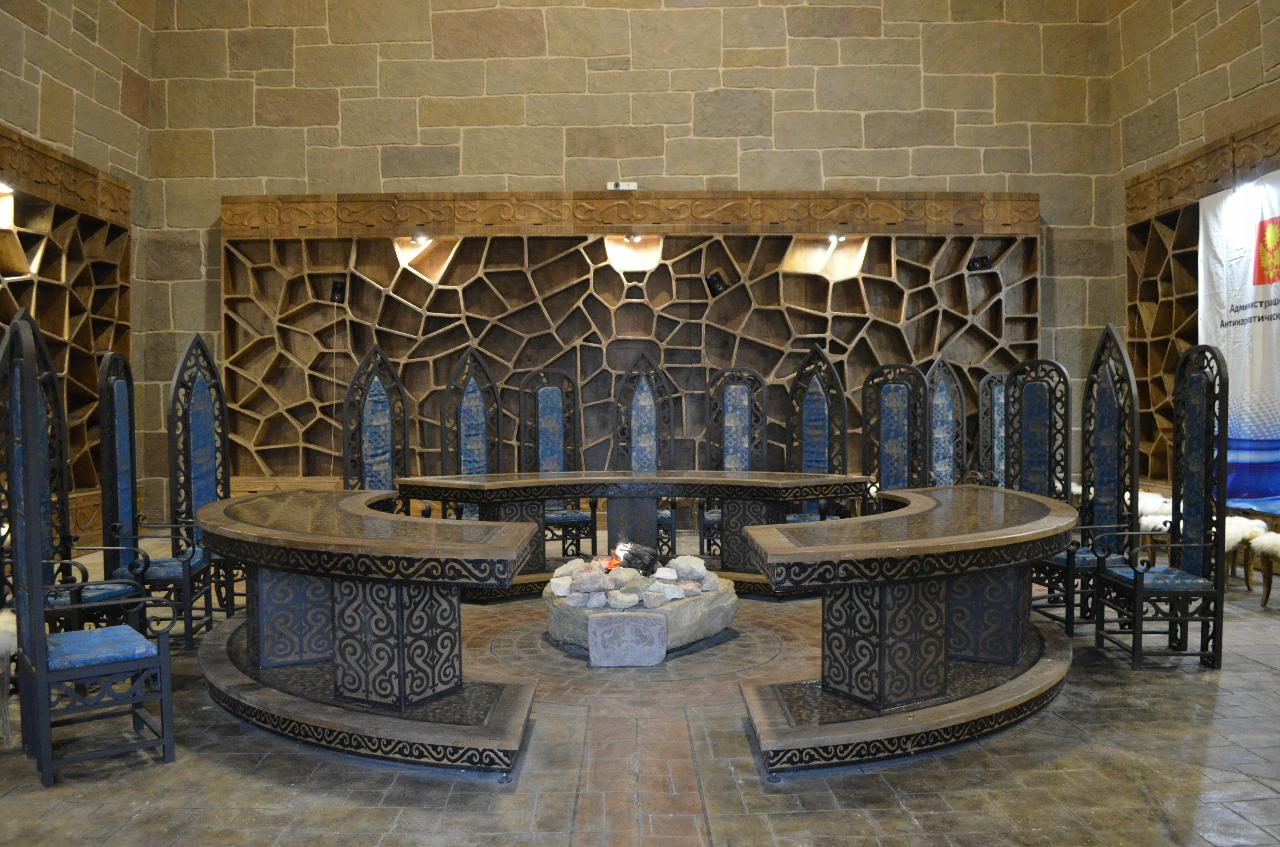
Внутри башни